# Rathaus (Jelenia Góra)

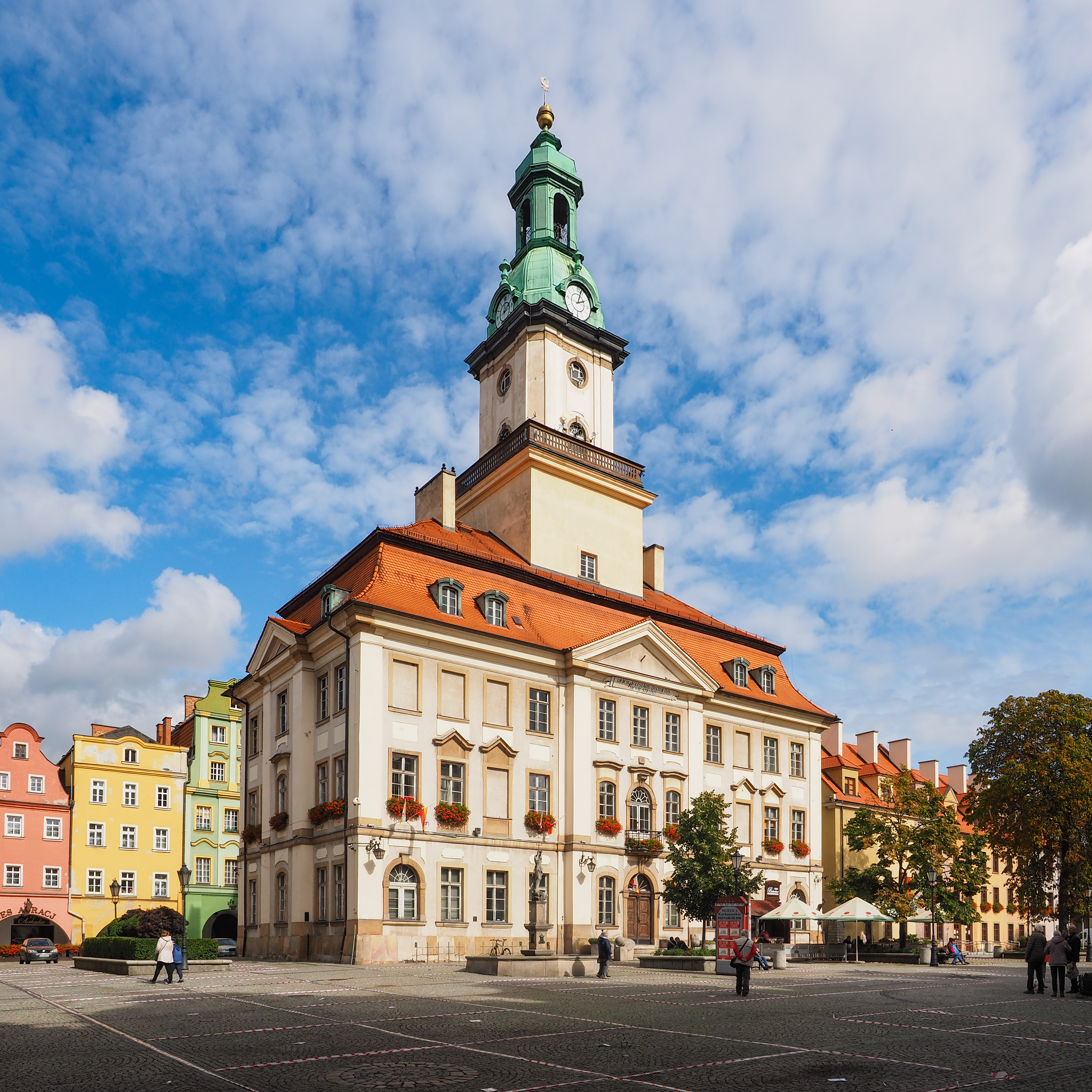
Rathaus Jelenia Góra

Das Rathaus von Hirschberg (polnisch Ratusz w Jeleniej Górze, Ratusz Miejski z Siedmioma Domami) ist Sitz der Stadtverwaltung der Stadt Jelenia Góra in der polnischen Woiwodschaft Niederschlesien.

## Geschichte
Das erste Rathaus in Hirschberg wurde Anfang des 14. Jahrhunderts erbaut. Dieses befand sich nicht in der Marktmitte, sondern an dessen nordwestlicher Ecke. Seit dem 16. Jahrhundert befand sich ein Rathausbau in der Marktmitte. Dieser Bau brannte 1549 ab, wurde 1570 ausgebessert. Im Jahr 1634 brannte das Rathaus wieder ab, wurde 1657 restauriert. Sonstige Reparaturen sind für 1686 und 1725 belegt. 1739 stürzte der Ratsturm und ein Teil des Gebäudes ein. Zwischen 1744 und 1749 wurde der Bau mit hohem viereckigem Mittelturm durch Anton Jentsch und Anton Effner neu errichtet. Der Bau wurde 1935 und nach der polnischen Übernahme der Region nach 1945 restauriert. Bei der polnischen Restaurierung wurde die historisierende Inschrift „Boleslaus Krzywousty condidit 1108“ angebracht.
Heute (2024) steht dort allerdings „URBEM BOLESLAUS DISTORTUS MCVIII STRUXIT“ (s. z. B. nebenstehende Fotos).

## Architektur
Das Rathaus ist ein dreigeschossiges barock-klassizistisches Gebäude auf rechteckigem Grundriss, gedeckt mit einem Mansarddach mit kleinen Gauben. In der Mitte erhebt sich ein viereckiger Turm, der ein Helm mit Zifferblättern trägt. Die Gebäudeecken werden von Pilastern eingerahmt, die ein Gesims tragen. In der Innenhalle befinden sich Holzreliefs, die die Geschichte der Stadt darstellen. Neben dem Gebäude, an der Stelle eines alten Brunnens aus dem Jahr 1727, steht eine steinerne Statue von Neptun mit zwei Delphinen aus dem 19. Jahrhundert.

## Fotografien

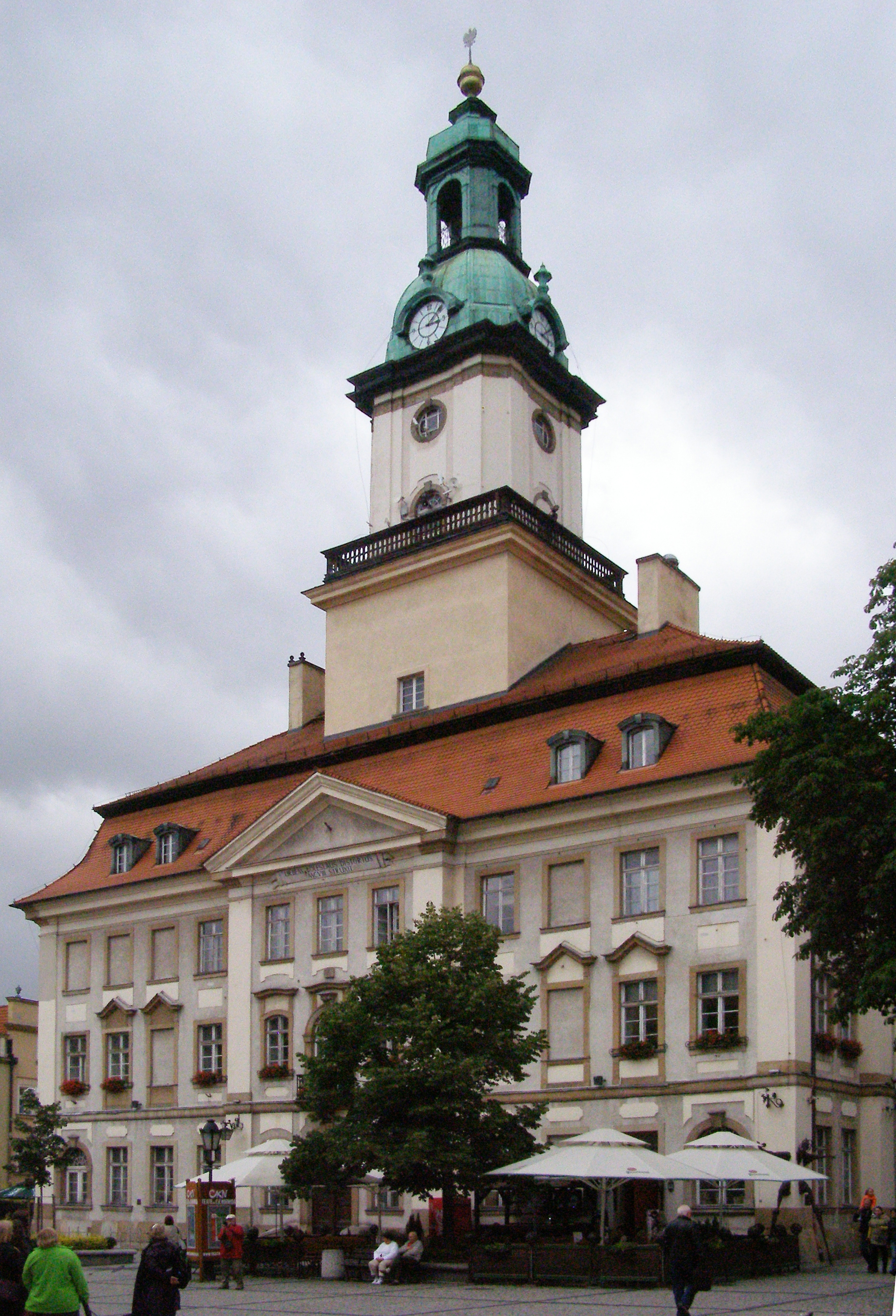
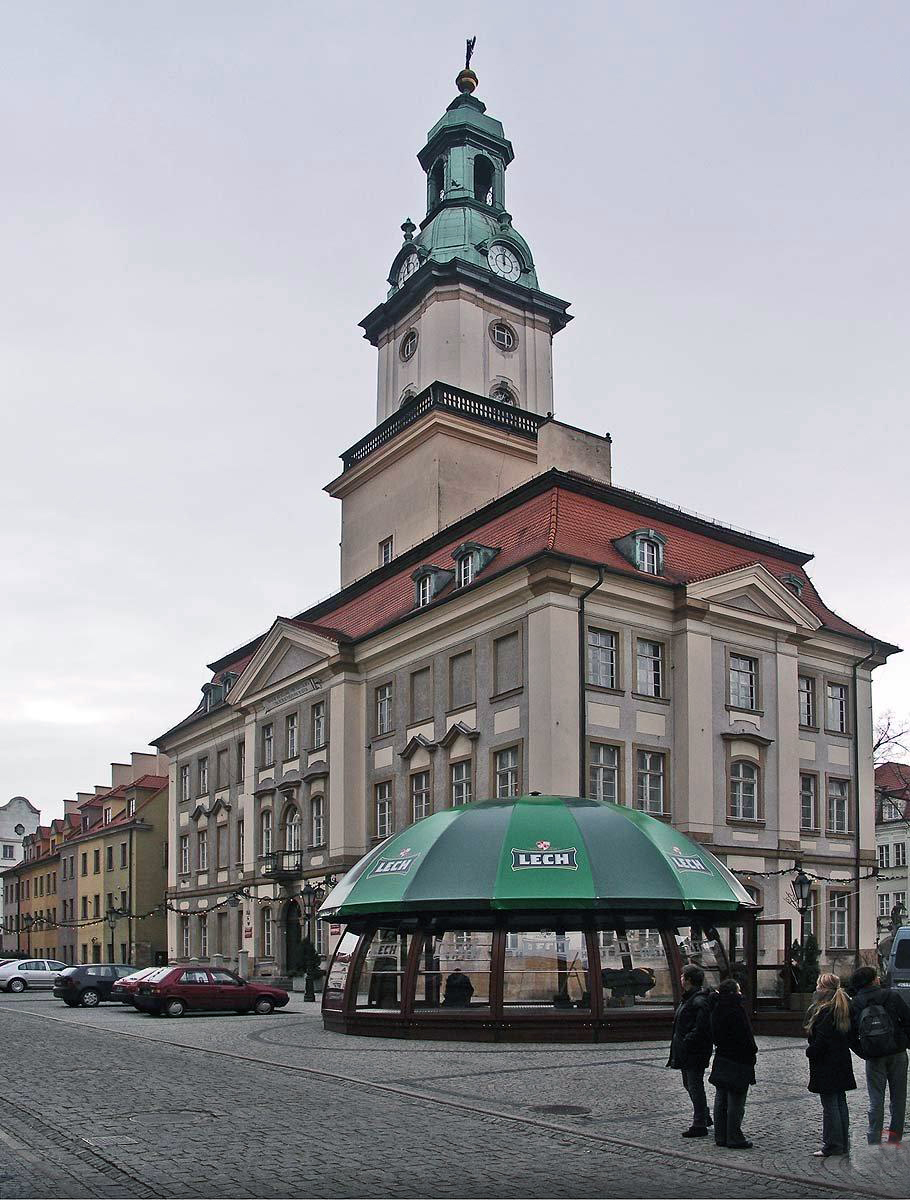
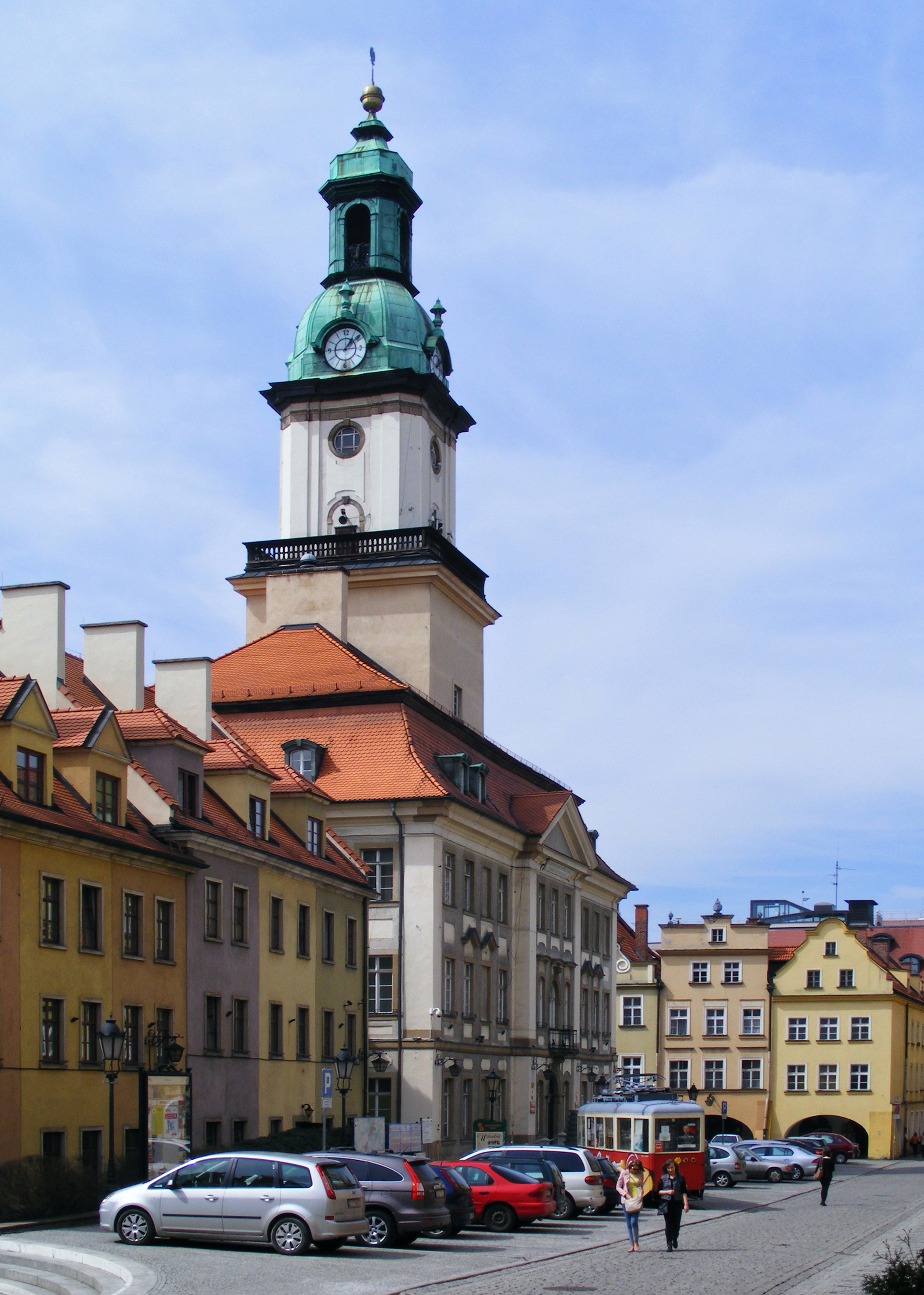
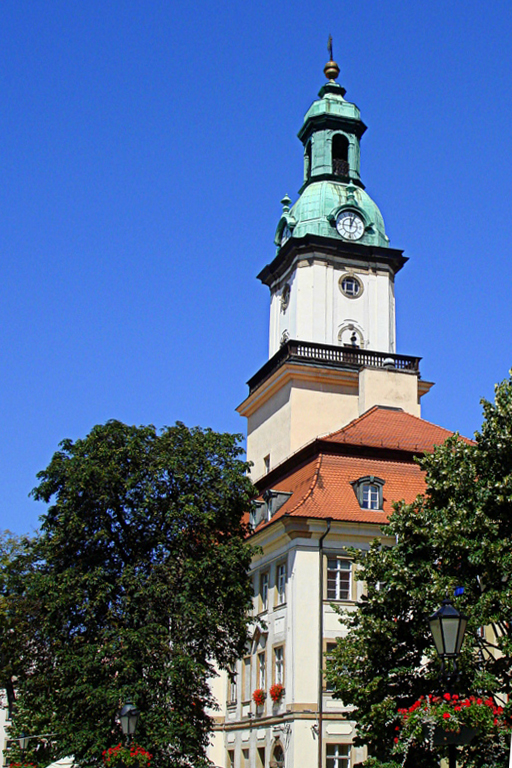
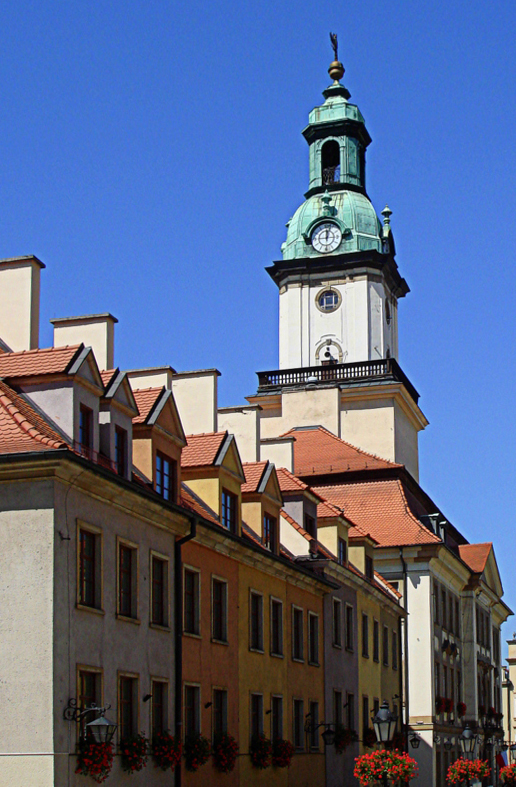
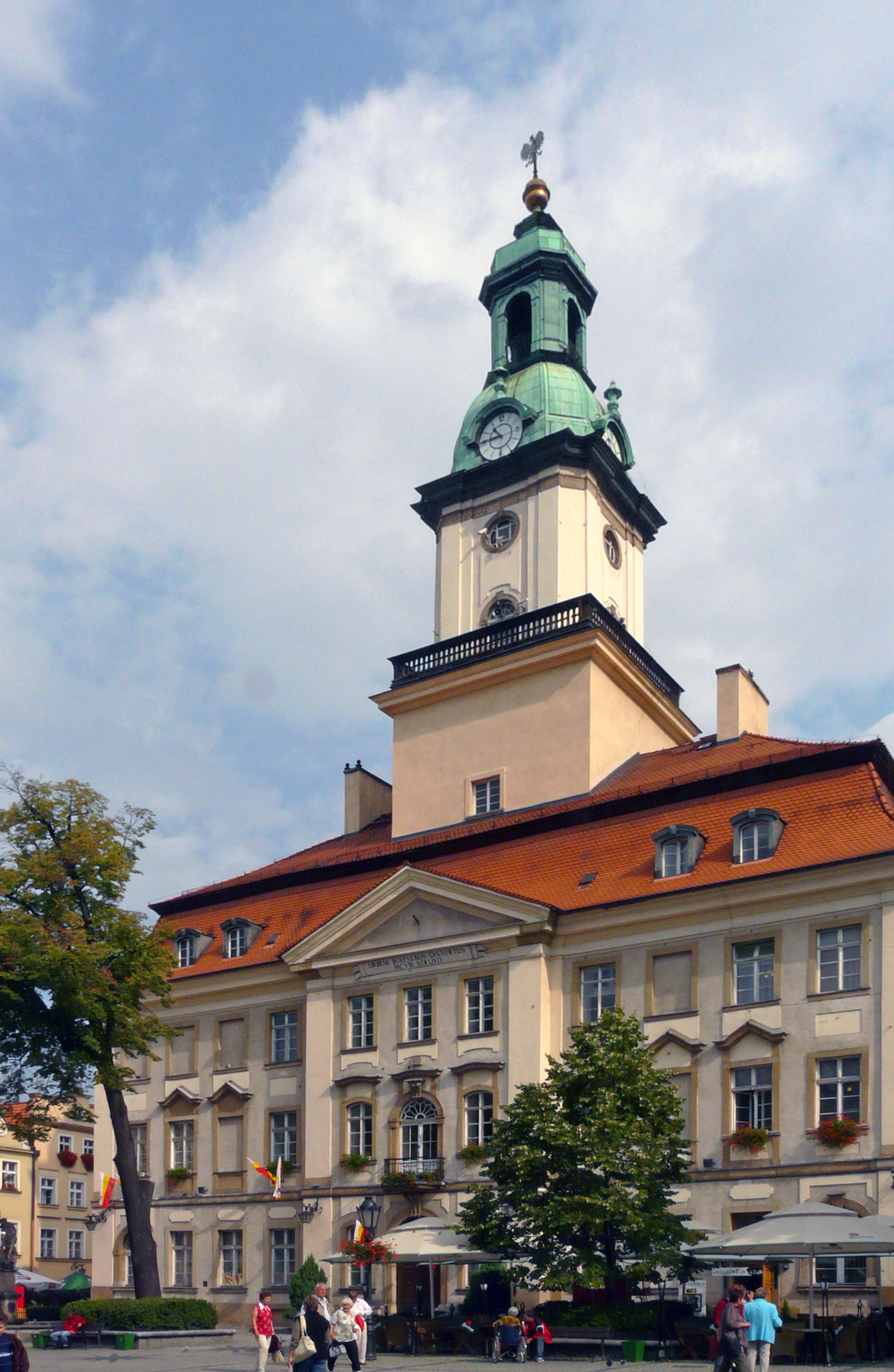
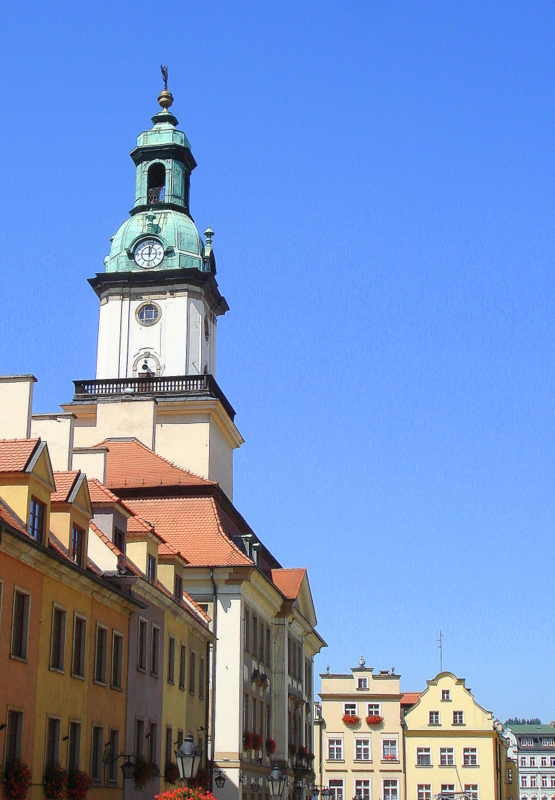
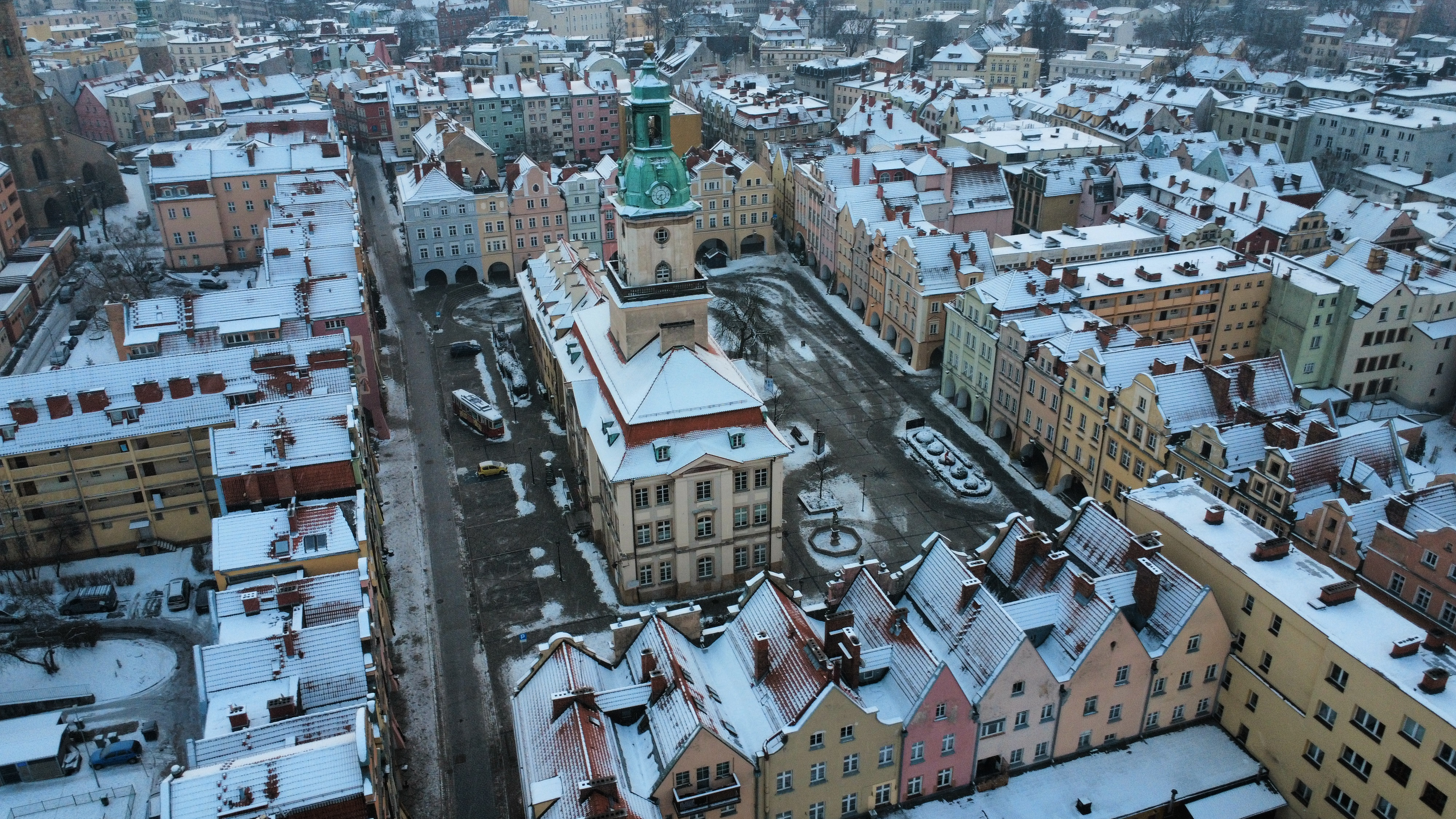